# 108 (группа)
108 — американская хардкор-панк-группа, основанная в 1991 году. В музыке группы нашли своё отражение религиозные взгляды её участников-кришнаитов.

## Название
Название группы происходит от числа бусин в вайшнавских чётках джапа-мала, которые используются для подсчёта количества повторений мантры «Харе Кришна».

## История
Группа 108 была основана в 1991 году гитаристом Виком Дикара, который незадолго до того покинул ряды ансамбля Inside Out и стал кришнаитом, получив духовное имя на санскрите Враджакишора Даса. Для записи первого мини-альбома к группе присоединился вокалист Роб Фиш (Расараджа Даса). Следуя по стопам таких коллективов, как Cro-Mags и Antidote, 108 поставили сознание Кришны в центр своего творчества. Первые альбомы группы, Holyname и Songs of Separation, вышли на лейбле Equal Vision Records. За этим последовало участие группы в двух документальных фильмах: «108: The Final Tour» и «N.Y.H.C.».
В 1995 году группа прекратила студийную и гастрольную деятельность. Вик Дикара стал кришнаитским монахом и на какое-то время поселился в Индии. В 2005 году группа снова объединилась для участия в фестивале панка Hellfest. В последнюю минуту фестиваль был отменён, но 108 выступили с успешной серией концертов. В 2007 году на лейбле Deathwish Inc. вышел новый альбом A New Beat From a Dead Heart.
23 марта 2010 года, перед выходом нового альбома 18.61, Роб Фиш объявил о своём уходе из группы, сославшись на смену жизненных ориентиров. Оставшиеся участники коллектива выпустили следующее заявление: «108 не распались. Расараджа покинул группу, но 108 будут продолжать с полной силой в новом направлении и с новым фокусом. В этом году, мы будем продолжать записывать и выступать для поддержки альбома 18.61, а также создавать новую музыку».

## Дискография

### Студийные альбомы
- Holyname (1992, Equal Vision Records)
- Songs of Separation (1995, Equal Vision Records)
- Threefold Misery (1996, Lost & Found Records)
- A New Beat from a Dead Heart (2007, Deathwish Inc.)
- 18.61 (2010, Deathwish Inc.)

### Мини-альбомы
- Curse of Instinct (1996, Lost & Found Records)

### Компиляции
- One Path for Me Through Destiny (1997, Lost And Found Records)
- Creation. Sustenance. Destruction. (2006, Equal Vision Records)

### Участие в компиляциях
- N.Y.H.C. Documentary Soundtrack (1996, SFT Records)
- Anti-Matter (1996)
- Violent World: A Tribute to the Misfits (1997, Caroline Records)